# Erik Carlsson Sjöblad
Erik Carlsson Sjöblad, född 28 augusti 1647, död 31 maj 1725 i Göteborg, var en svensk friherre, militär och ämbetsman.

## Biografi
Sjöblad startade sin sjömilitära karriär redan vid 15 års ålder, då han skrev in sig vid svenska amiralitetet som volontär. Två år senare tog tjänst i den engelska flottan där han blev löjtnant 1665 och kapten 1672. Redan året därefter lämnade han den engelska tjänsten, då han återkom till Sverige och där 29 mars 1674 utnämndes till kommendör, 15 april samma år till major, 24 januari 1676 till amirallöjtnant och 27 september samma år till amiral.
I månadsskiftet maj–juni 1677 ledde han en eskader mot den fruktade danske sjöhjälten Niels Juel, vilket slutade med att Sjöblad förlorade 1 500 man, sitt amiralsskepp Amaranthen och blev dessutom tillfångatagen den 1 juni, men släpptes redan i augusti samma år. Efter kriget utsågs han 1683 till guvernör i Blekinge.  
År 1700 tog han över guvernörsposten för Göteborgs och Bohus län, anlade med början i januari 1700 Nya Warfvet som hamn och depå för den kungliga flottan. Han var chef för Göteborgs eskader (sjöstridskrafterna i Göteborg) 11 januari 1700–8 oktober 1711.

## Despoten
Erik Sjöblad visade sig snart vara en egenmäktig länschef, och beskrivs av en samtida författare som "i varje tum en despot". Han skaffade sig ett dåligt förhållande till den mäktiga göteborgska Magistraten, skällde offentligt ut borgmästaren Hans von Gerdes, och tvingade folk att köpa hans "svarta och fördärfvade kött". Även på kyrkans område ställde han till det, och förbjöd "det gemena borgerskapet eller handtverkarfolket att gå fram och sätta sig i Gustavi kyrkas fristolar vid skrift eller aflösning". Ej heller stadens tjänstemän lämnades i fred, utan de fick order att vistas på sina kontor klockan 8 till 12 och mellan klockan 2 och 6 på eftermiddagen.
Magistraten hade nu fått nog och samlade snart ihop bevis för hans oegentligheter, försnillningar av Kronans medel och inkomster utgjorde nämligen ett stående drag i hans förvaltning, vilket ledde till att Sjöblad anmäldes till riksrådet i Stockholm. Under hovkansler Gustaf Cronhielms ledning resulterade utredningen i att Sjöblad nu ställdes inför rätta, anklagad för "åtskilliga svåra mål af egennytta, missbruk och egenvillighet". Sjöblad själv hade i regel hållit sig i bakgrunden, men "fru guvernörskan" hade däremot varit mindre rädd att synas i dessa ärenden.

## Slutet och upprättelsen
I oktober 1711 blev han av senaten förhandssuspenderad från sina befattningar och först den 26 april 1712 avkunnades domen i Göteborgs rådhus, där han dömdes till att mista sina ämbeten, men allvarligare, även "lif, ära och gods". Sjöblad fördes på egen begäran till Stockholm under hösten 1712, där han hölls under bevakning i en hyrd våning, men vid olika tillfällen fick han – under uppsikt av en officer – besöka sina beslagtagna gods. Dödsstraffet upphävdes av kungen den 23 december 1717 och omvandlades till livstids fängelse på Örebro slott. En nådeansökan av Sjöblads maka bifölls den 2 januari 1719 av drottning Ulrika Eleonora, och han återfick då friheten men även sin heder och ära samt rätten att titulera sig amiral och guvernör.
Erik Carlsson Sjöblad upphöjdes till friherre den 21 december 1687. Hans föräldrar var generalen och friherren Carl Sjöblad och Maria Stjerna. Han gifte sig 1681 med friherrinnan Charlotta Regina Palbitzki, och de fick två söner och fem döttrar.